# Звёзды: холодные игрушки (игра)
«Звёзды: холодные игрушки» — компьютерная игра в жанре аркадного космического симулятора по мотивам одноимённой книги, разработанная Quazar Studio на базе серии «Хроники Тарр» и выпущенная компанией «Акелла» 23 декабря 2009 года. Игра получила негативные отзывы критиков.

## Игровой процесс
«Звёзды: холодные игрушки» представляют собой аркадный космический симулятор. Игра разбита на восемь глав, каждая из которых сводится к одному боевому вылету в космос. В каждой главе игрок летает по ограниченному участку и выполняет некоторый набор заданий, например найти определённый предмет или защитить указанный корабль. Задания можно выполнять в произвольном порядке. При приближении к цели задания появляется квестовый маркер. Сохранения по ходу главы не предусмотрены, в случае неудачи игрок будет вынужден начать главу сначала.
Во время миссий игрок сражается с врагами трёх видов. Игроку же доступны 11 видов кораблей, которые отличаются только внешним видом, возможности улучшения корабля не предусмотрено. Каждый корабль оснащён лазером, плазмомётом и кинетической пушкой, а также двумя видами ракет, снаряжение менять и улучшать также нельзя. При получении урона корабль игрока автоматически начинает быстро восстанавливать очки здоровья. Игра не использует реалистичную физическую модель, корабль может практически мгновенно остановиться или развернуться на месте.
В игре нет выбора уровня сложности. Прохождение игры занимает порядка трёх часов.

## Сюжет
Игра является приквелом дилогии «Звёзды — холодные игрушки» Сергея Лукьяненко. Главный герой — пилот дальней разведки Ник Ример. Вместе со своим штурманом Юала из расы Гибких он помогает учёному Бруну исследовать «Сектор 7», в котором был обнаружен древний космический корабль «Искра».

## Разработка и выпуск
Игра была разработана краснодарской студией Quazar Studio на движке игры «Хроники Тарр». Издателем выступила компания «Акелла», которая анонсировала игру в ноябре 2009 года.

## Критика
| Сводный рейтинг       | Сводный рейтинг |
| Агрегатор             | Оценка          |
| --------------------- | --------------- |
| «Критиканство»        | 48/100          |
| Русскоязычные издания |                 |
| Издание               | Оценка          |
| Absolute Games        | 45 %            |
| «PC Игры»             | 6,5/10          |
| PlayGround.ru         | 5,0/10          |
| StopGame.ru           | «Проходняк»     |
| «Игромания»           | 5,0/10          |
| «ЛКИ»                 | 51 %            |
| «НИМ»                 | 4,5/10          |

«Звёзды» получили отрицательные отзывы критиков. Кирилл Волошин из «Игромании» отметил, что игра неплоха «как ненавязчивая аркада с неплохим сюжетом в известном сеттинге», но масштабам и глубине оригинального материала она не соответствует. Святослав Торик из журнала «PC Игры» назвал её «игрой на любителя». Рецензент StopGame.ru Кирилл Орешкин дал игре оценку «проходняк», заключив: «жанр явно выбран не тот. В космическом симуляторе должно быть динамично и весело». Денис Гундоров из «Лучших компьютерных игр» описал игру как «серьёзный шаг назад после серии „Хроники Тарр“». Владимир «NomaD» Горячев в рецензии для Absolute Games отметил, что игра могла бы подойти «8—10-летним любителям фантастики».
Среди немногочисленных плюсов игры рецензенты отмечали графику и звук. Горячев писал: «Критику выдерживают разве что декорации, скрывающие недостаток средств под спецэффектами, стильным дизайном и приятными сочетаниями красок». Торик назвал саундтрек «волшебным и космическим». Гундоров добавил, что озвучка некоторых персонажей «прямо-таки шикарна». Орешкин, напротив, посчитал фоны в игре «некрасивыми и однотонными».
Геймплей подвергся критике. Гундоров охарактеризовал игровой процесс как «скучные поддавки», отметив однообразие заданий и низкую сложность боёв. Горячев заявил, что в игру, как и в «Хроники Тарр», неинтересно играть. Орешкин охарактеризовал миссии как «ужасно рутинные занятия», а бои — «эталоном казуальщины», в которых нет ни сложности, ни тактики.
Рецензенты отмечали несоответствие духа игры литературному оригиналу. Многие критики недоумевали, почему для такой игры была выбрана книга, в которой не было битв в открытом космосе. Торик отметил, что сюжет практически не использует сюжет книг и даже в чём-то ему противоречит, а потому перед знакомством с игрой книги лучше не читать. Орешкин, напротив, посчитал, что игра слишком приближена к литературному оригиналу, что совершенно не подходит выбранному жанру игры.
Техническое состояние игры также подверглось критике. Гундоров заметил, что в игре остались баги, присутствовавшие в «Хрониках Тарр», даже те, что были исправлены в оригинальной игре с дальнейшими патчами. Nomad отмечал, что игра очень часто вылетает. Торик критиковал долгие загрузки, проблемы с кодеками и несовместимость с популярными моделями геймпадов.